# Leichtathletik-Weltmeisterschaften 2019/400 m Hürden der Frauen

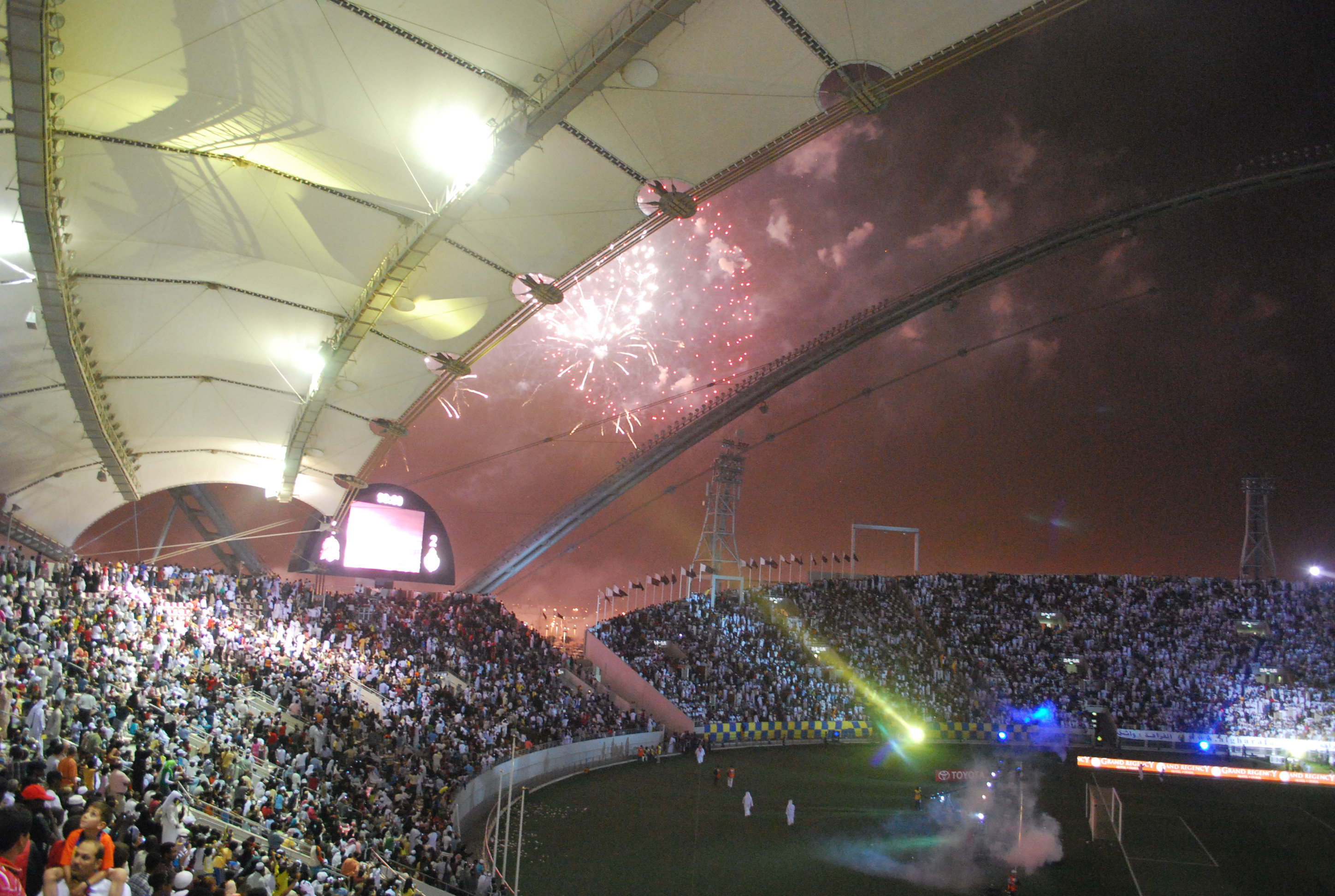
Das Khalifa International Stadium
während des Emir Cups im Jahr 2009

Der 400-Meter-Hürdenlauf der Frauen bei den Leichtathletik-Weltmeisterschaften 2019 fand am 1., 2. und 4. Oktober 2019 im Khalifa International Stadium der katarischen Hauptstadt Doha statt.
39 Athletinnen aus 27 Ländern nahmen an dem Wettbewerb teil.
Die US-amerikanischen Hürdenläuferinnen erzielten einen Doppelsieg.

Nach den beiden WM-Silbermedaillen 2013 und 2017 gewann die aktuelle Olympiasiegerin Dalilah Muhammad diesmal Gold in der neuen Weltrekordzeit von 52,16 s. Zwei Tage später gab es für sie als Mitglied der 4-mal-400-Meter-Staffel eine zweite Goldmedaille.

Den zweiten Rang belegte in 52,23 s Sydney McLaughlin, die ebenfalls Mitglied der 4-mal-400-Meter-Staffel war und am übernächsten Tag Gold errang.

Die Bronzemedaille sicherte sich die Jamaikanerin Rushell Clayton in 53,74 s.

## Rekorde

### Bestehende Rekorde
Vor dem Wettbewerb galten folgende Rekorde:
| Weltrekord | Dalilah Muhammad | 52,20 s | US-Meisterschaften in Des Moines, USA | 28. Juli 2019   |
| WM-Rekord  | Melaine Walker   | 52,42 s | WM in Berlin, Deutschland             | 20. August 2009 |

### Rekordverbesserungen
- Die US-amerikanische Weltmeisterin Dalilah Muhammad verbesserte den bestehenden WM-Rekord im Finale am 4. Oktober um 26 Hundertstelsekunden auf 52,16 s. Damit stellte sie gleichzeitig einen neuen Weltrekord auf.
- Darüber hinaus gab es drei Landesrekorde:
  - 54,72 s – Amalie Iuel (Norwegen), vierter Vorlauf am 1. Oktober
  - 54,32 s – Sage Watson (Kanada), erstes Halbfinale am 2. Oktober
  - 54,06 s – Léa Sprunger (Schweiz), Finale am 4. Oktober

## Vorläufe
Aus den fünf Vorläufen qualifizierten sich die jeweils vier Ersten jedes Laufes – hellblau unterlegt – und zusätzlich die vier Zeitschnellsten – hellgrün unterlegt – für das Halbfinale.

### Lauf 1
1. Oktober 2019, 17:30 Uhr Ortszeit (16:30 Uhr MESZ)
| Platz | Bahn | Athletin             | Land                        | Zeit           |
| ----- | ---- | -------------------- | --------------------------- | -------------- |
| 1     | 8    | Sydney McLaughlin    | USA                         | 054,45 s       |
| 2     | 4    | Léa Sprunger         | Schweiz                     | 054,98 s SB    |
| 3     | 9    | Shiann Salmon        | Jamaika                     | 055,20 s PB    |
| 4     | 5    | Wera Rudakowa        | Authorised Neutral Athletes | 055,51 s SB    |
| 5     | 3    | Lauren Boden         | Australien                  | 056,00 s       |
| 6     | 2    | Jessica Moreira      | Brasilien                   | 057,66 s       |
| 7     | 7    | Mariam Mamdouh Farid | Katar                       | 1:09,49 min PB |
|       | 6    | Portia Bing          | Neuseeland                  | DSQ V1         |

### Lauf 2

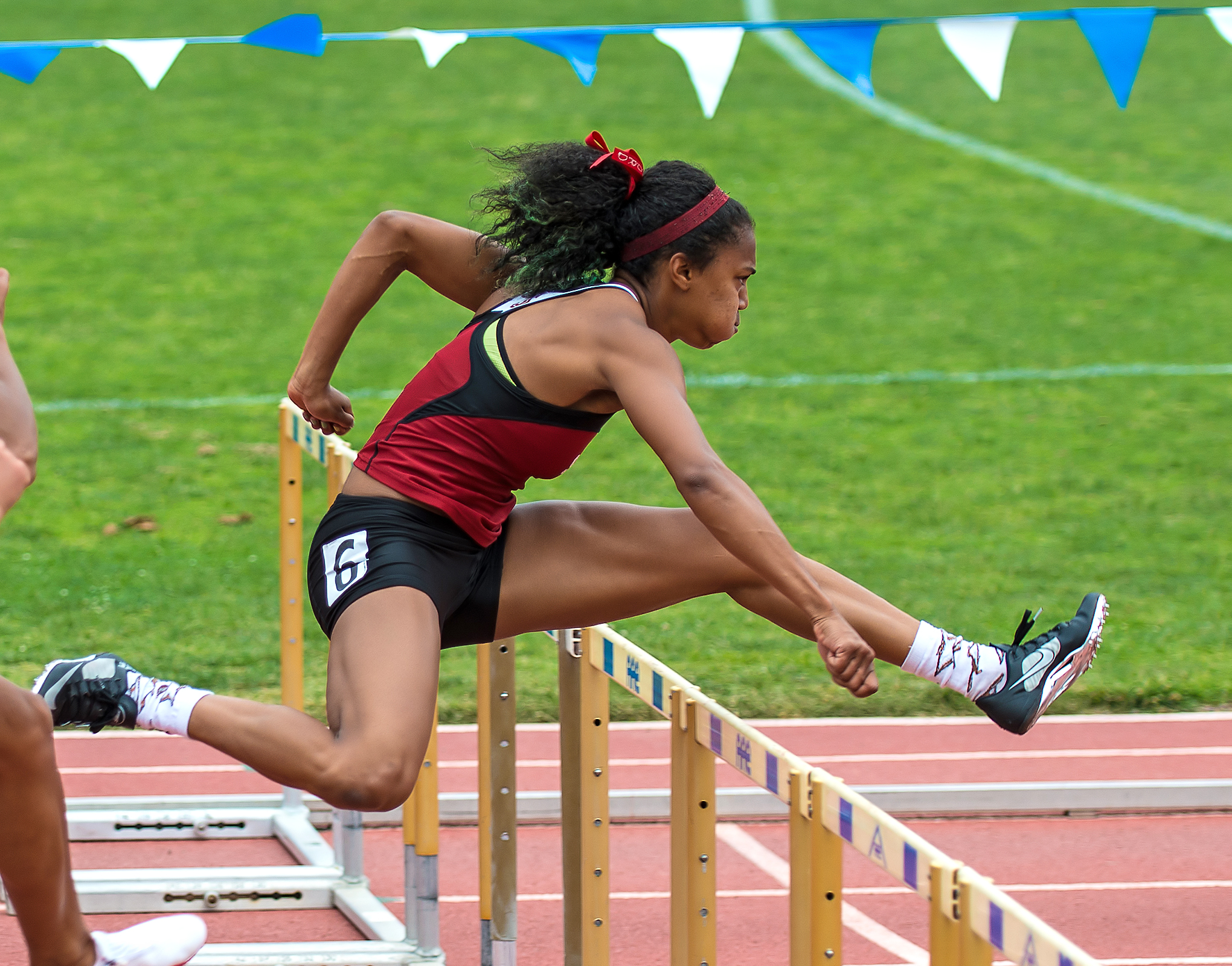
Kori Carter erreichte in ihrem Vorlauf nicht das Ziel

1. Oktober 2019, 17:38 Uhr Ortszeit (16:38 Uhr MESZ)
| Platz | Bahn | Athletin           | Land           | Zeit (s) |
| ----- | ---- | ------------------ | -------------- | -------- |
| 1     | 2    | Hanna Ryschykowa   | Ukraine        | 55,11    |
| 2     | 9    | Zuzana Hejnová     | Tschechien     | 55,33    |
| 3     | 4    | Jessica Turner     | Großbritannien | 55,72 PB |
| 4     | 6    | Yadisleidy Pedroso | Italien        | 55,78 SB |
| 5     | 3    | Carolina Krafzik   | Deutschland    | 55,93    |
| 6     | 8    | Ronda Whyte        | Jamaika        | 56,37    |
| 7     | 5    | Melissa González   | Kolumbien      | 56,49    |
|       | 7    | Kori Carter        | USA            | DNF      |

### Lauf 3

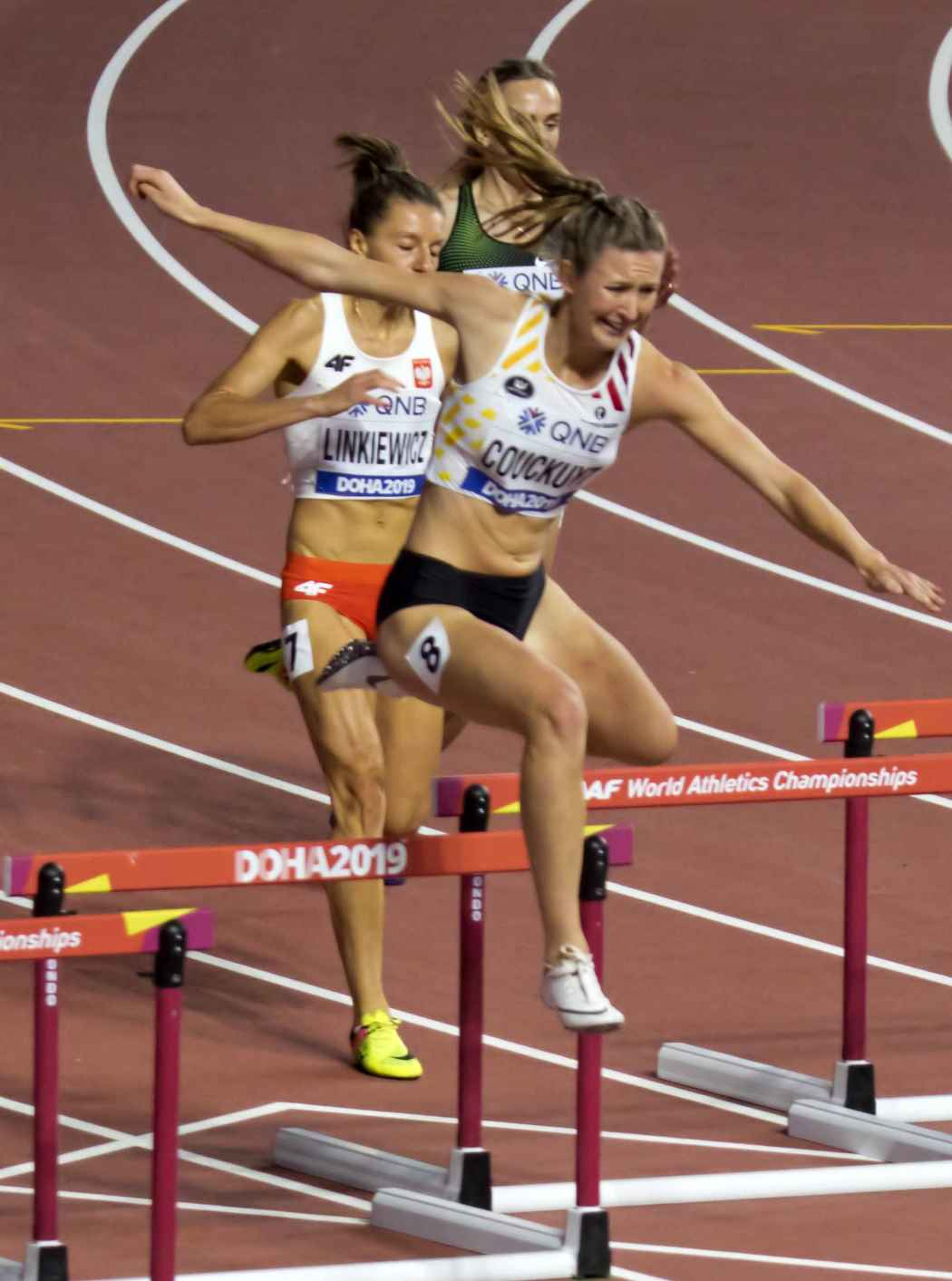
Läuferinnen ausgangs der Zielkurve (v. l. n. r.): Walerija Andrejewa, Joanna Linkiewicz, Paulien Couckuyt

1. Oktober 2019, 17:46 Uhr Ortszeit (16:46 Uhr MESZ)
| Platz | Bahn | Athletin            | Land                        | Zeit (s) |
| ----- | ---- | ------------------- | --------------------------- | -------- |
| 1     | 5    | Dalilah Muhammad    | USA                         | 54,87    |
| 2     | 4    | Zurian Hechavarría  | Kuba                        | 55,36    |
| 3     | 7    | Joanna Linkiewicz   | Polen                       | 55,97    |
| 4     | 3    | Gianna Woodruff     | Panama                      | 56,07    |
| 5     | 6    | Walerija Andrejewa  | Authorised Neutral Athletes | 56,79    |
| 6     | 8    | Paulien Couckuyt    | Belgien                     | 57,15    |
|       | 2    | Sara Slott Petersen | Dänemark                    | DSQ V2   |

Im dritten Vorlauf ausgeschiedene Hürdenläuferinnen:

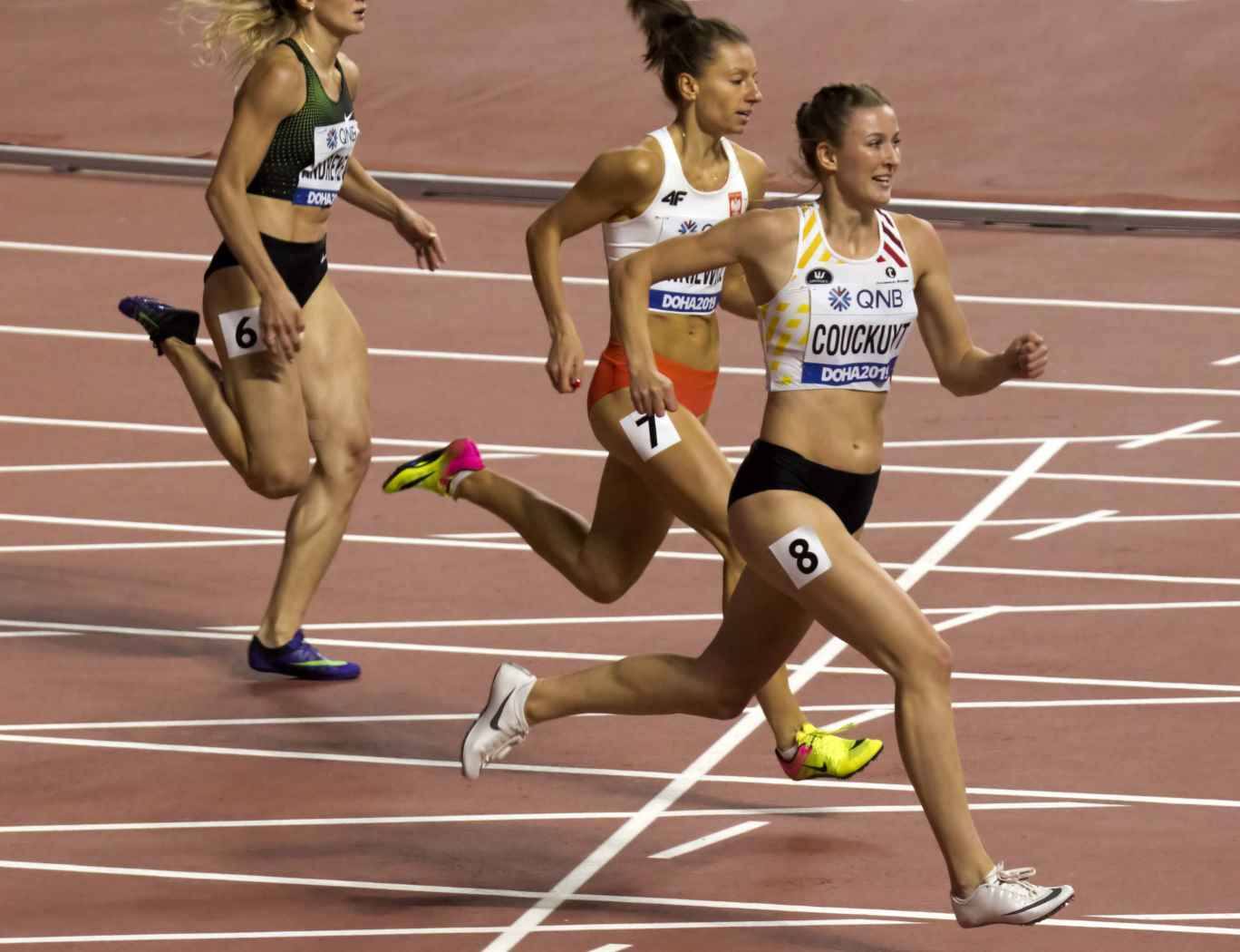
Paulien Couckuyt – hier zu Beginn der Zielgeraden noch vor Joanna Linkiewicz und Walerija Andrejewa – Rang sechs in 57,15 s
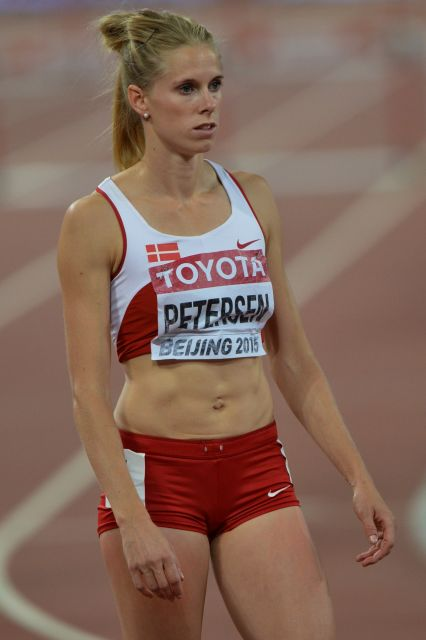
Sara Slott Petersen – disqualifiziert wegen unkorrekter Hürdenüberquerung

### Lauf 4

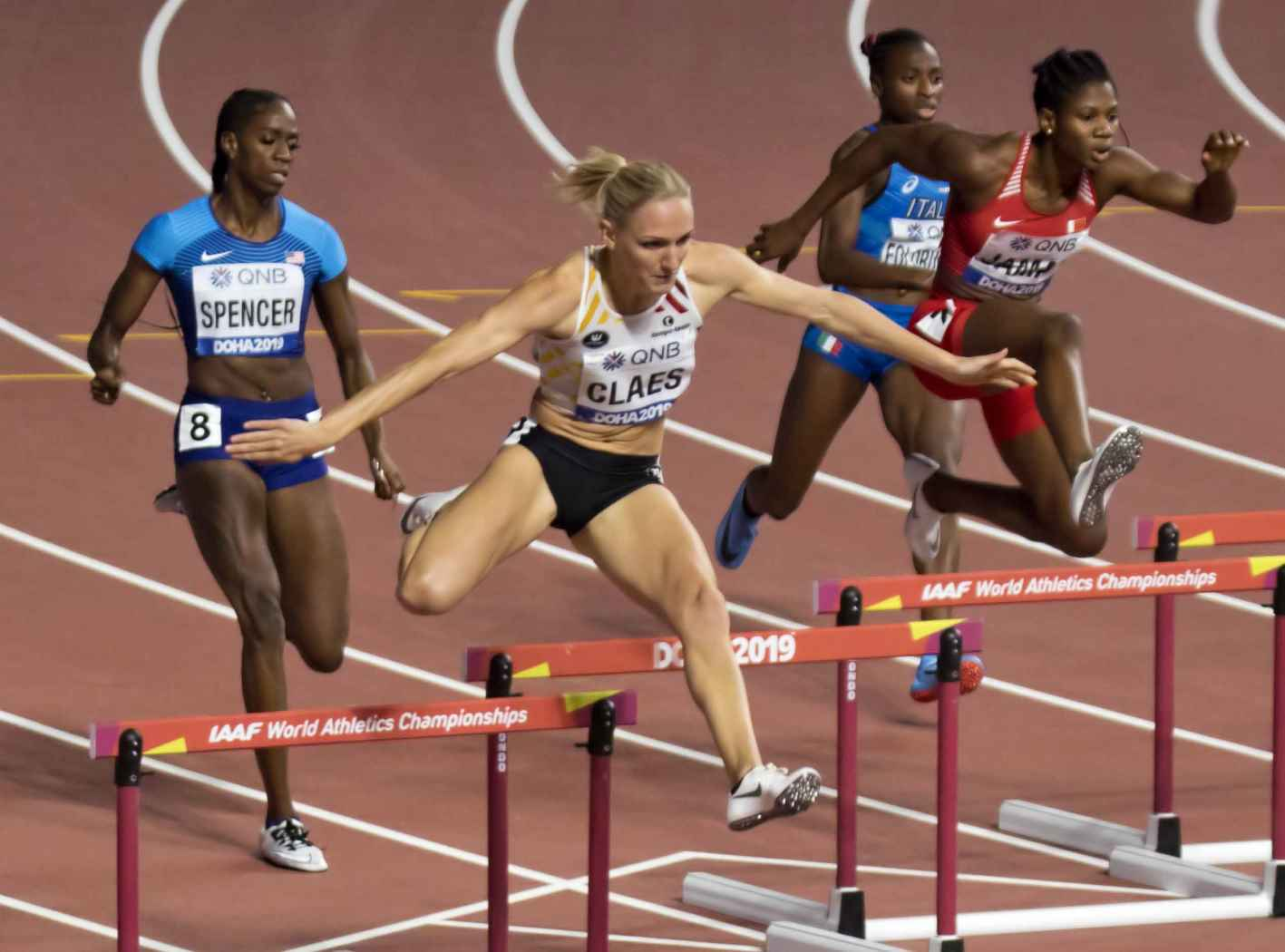
Läuferinnen ausgangs der Zielkurve (v. l. n. r.): Ashley Spencer, Hanne Claes, Ayomide Folorunso, Aminat Jamal

1. Oktober 2019, 17:54 Uhr Ortszeit (16:54 Uhr MESZ)
| Platz | Bahn | Athletin           | Land                    | Zeit (s) |
| ----- | ---- | ------------------ | ----------------------- | -------- |
| 1     | 5    | Amalie Iuel        | Norwegen                | 54,72 NR |
| 2     | 7    | Aminat Jamal       | Bahrain                 | 55,13 PB |
| 3     | 6    | Ayomide Folorunso  | Italien                 | 55,20    |
| 4     | 8    | Ashley Spencer     | USA                     | 55,28    |
| 5     | 3    | Femke Bol          | Niederlande             | 55,32 PB |
| 6     | 9    | Hanne Claes        | Belgien                 | 55,68    |
| 7     | 4    | Sara Klein         | Australien              | 56,97    |
| 8     | 2    | Yanique Haye-Smith | Turks- und Caicosinseln | 56,98    |

### Lauf 5
1. Oktober 2019, 18:02 Uhr Ortszeit (17:02 Uhr MESZ)
| Platz | Bahn | Athletin           | Land           | Zeit (s) |
| ----- | ---- | ------------------ | -------------- | -------- |
| 1     | 7    | Rushell Clayton    | Jamaika        | 55,23    |
| 2     | 9    | Sage Watson        | Kanada         | 55,57    |
| 3     | 3    | Meghan Beesley     | Großbritannien | 55,97    |
| 4     | 4    | Sarah Carli        | Australien     | 56,37    |
| 5     | 6    | Linda Olivieri     | Italien        | 56,82    |
| 6     | 8    | Zenéy van der Walt | Südafrika      | 57,11    |
| 7     | 2    | Tia-Adana Belle    | Barbados       | 57,37    |
| 8     | 5    | Lamiae Lhabz       | Marokko        | 58,44    |

## Halbfinale
Aus den drei Halbfinalläufen qualifizierten sich die jeweils zwei Ersten jedes Laufes – hellblau unterlegt – und zusätzlich die zwei Zeitschnellsten – hellgrün unterlegt – für das Finale.

### Lauf 1
2. Oktober 2019, 21:05 Uhr Ortszeit (20:05 Uhr MESZ)
| Platz | Bahn | Athletin           | Land                        | Zeit (s) |
| ----- | ---- | ------------------ | --------------------------- | -------- |
| 1     | 5    | Dalilah Muhammad   | USA                         | 53,91    |
| 2     | 4    | Sage Watson        | Kanada                      | 54,32 NR |
| 3     | 6    | Hanna Ryschykowa   | Ukraine                     | 54,45 SB |
| 4     | 7    | Zurian Hechavarría | Kuba                        | 55,03    |
| 5     | 3    | Hanne Claes        | Belgien                     | 55,25 SB |
| 6     | 8    | Wera Rudakowa      | Authorised Neutral Athletes | 55,57    |
| 7     | 2    | Femke Bol          | Niederlande                 | 56,37    |
| 8     | 9    | Meghan Beesley     | Großbritannien              | 56,89    |

Im ersten Halbfinale ausgeschiedene Hürdenläuferinnen:

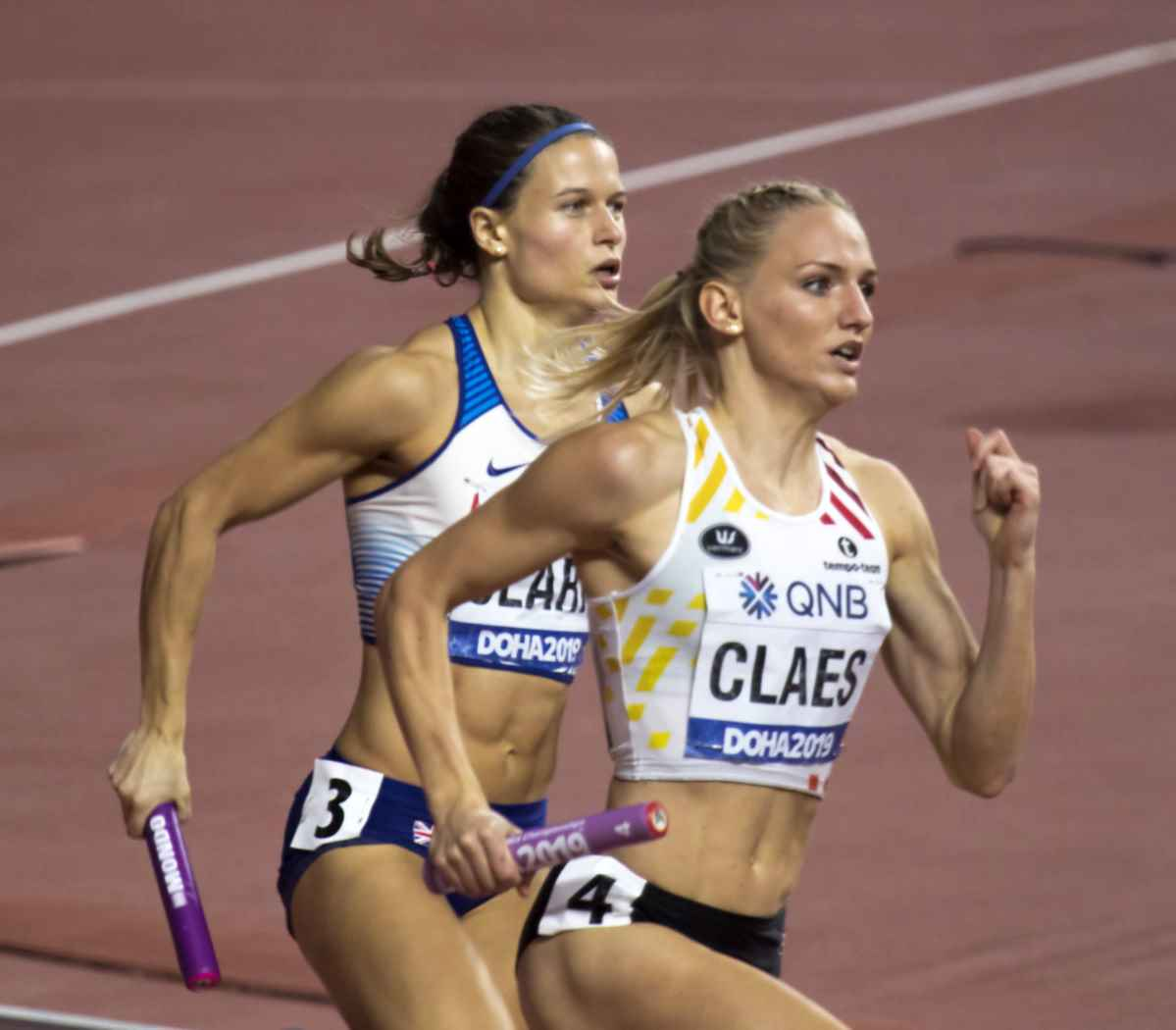
Hanne Claes Rang vier in 55,25 s
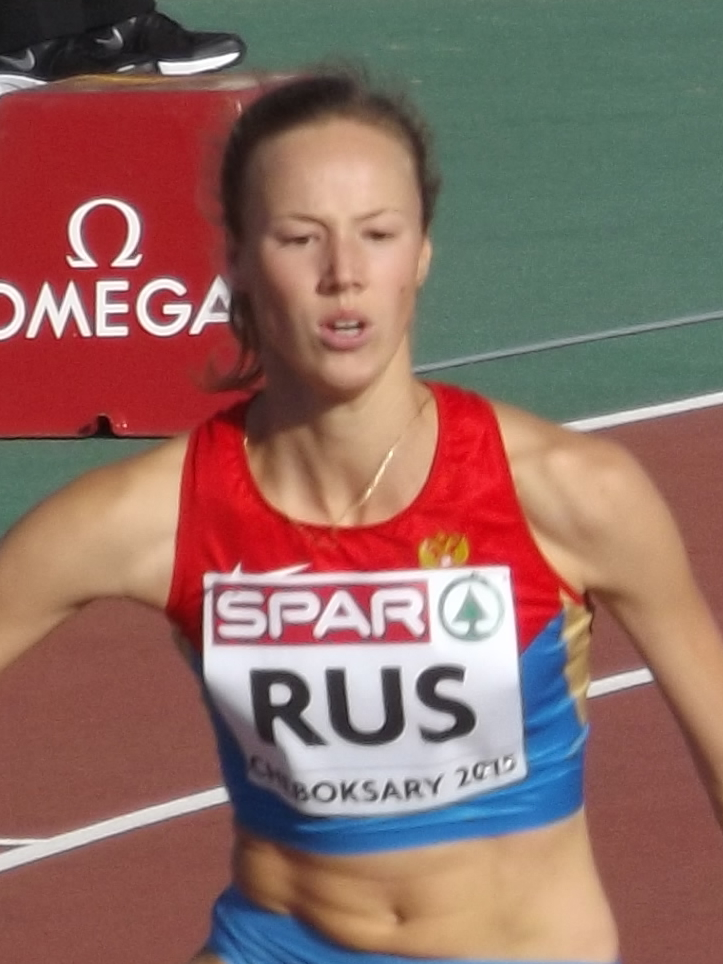
Wera Rudakowa Rang fünf in 55,57 s
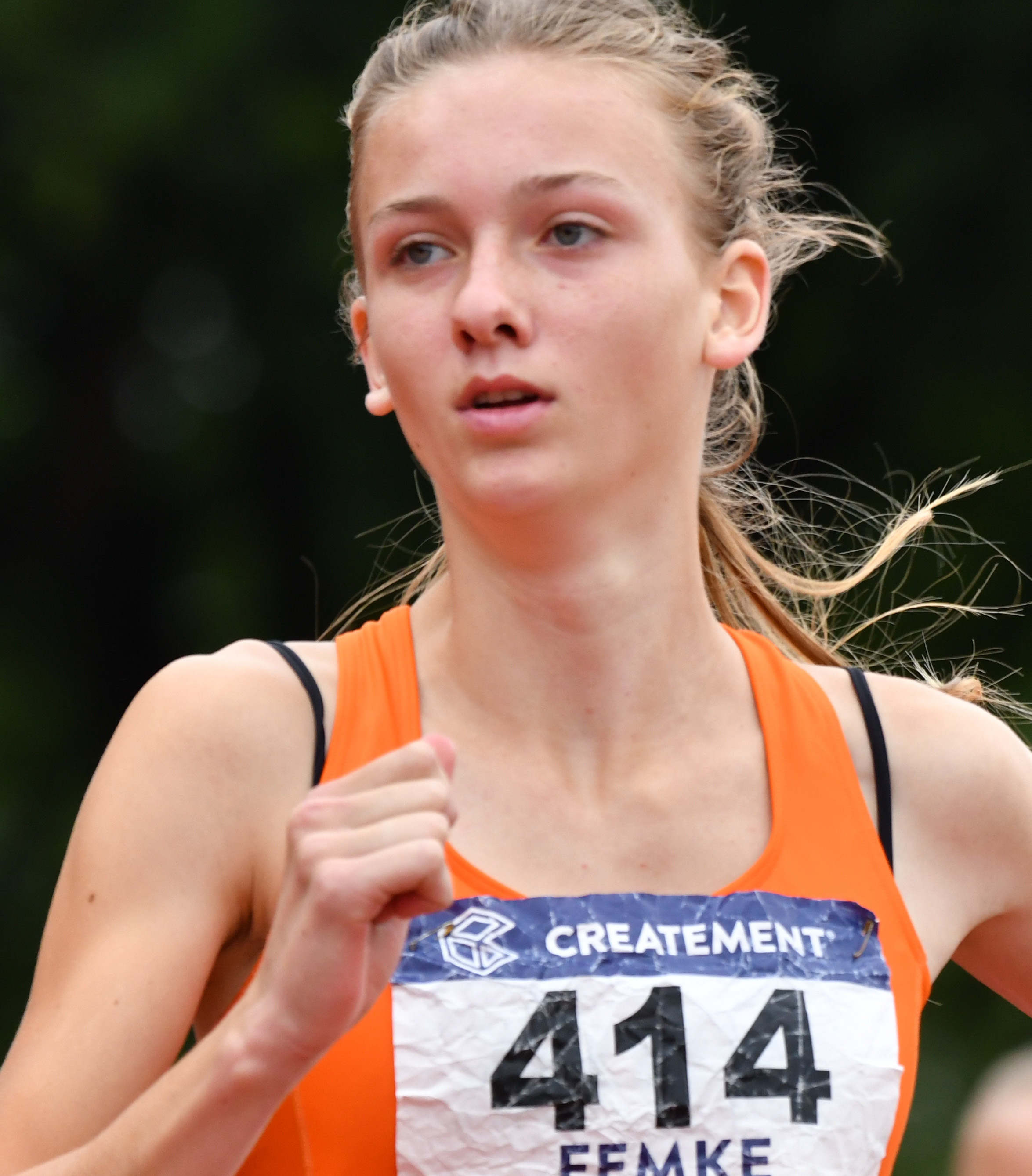
Femke Bol Rang sieben in 56,37 s
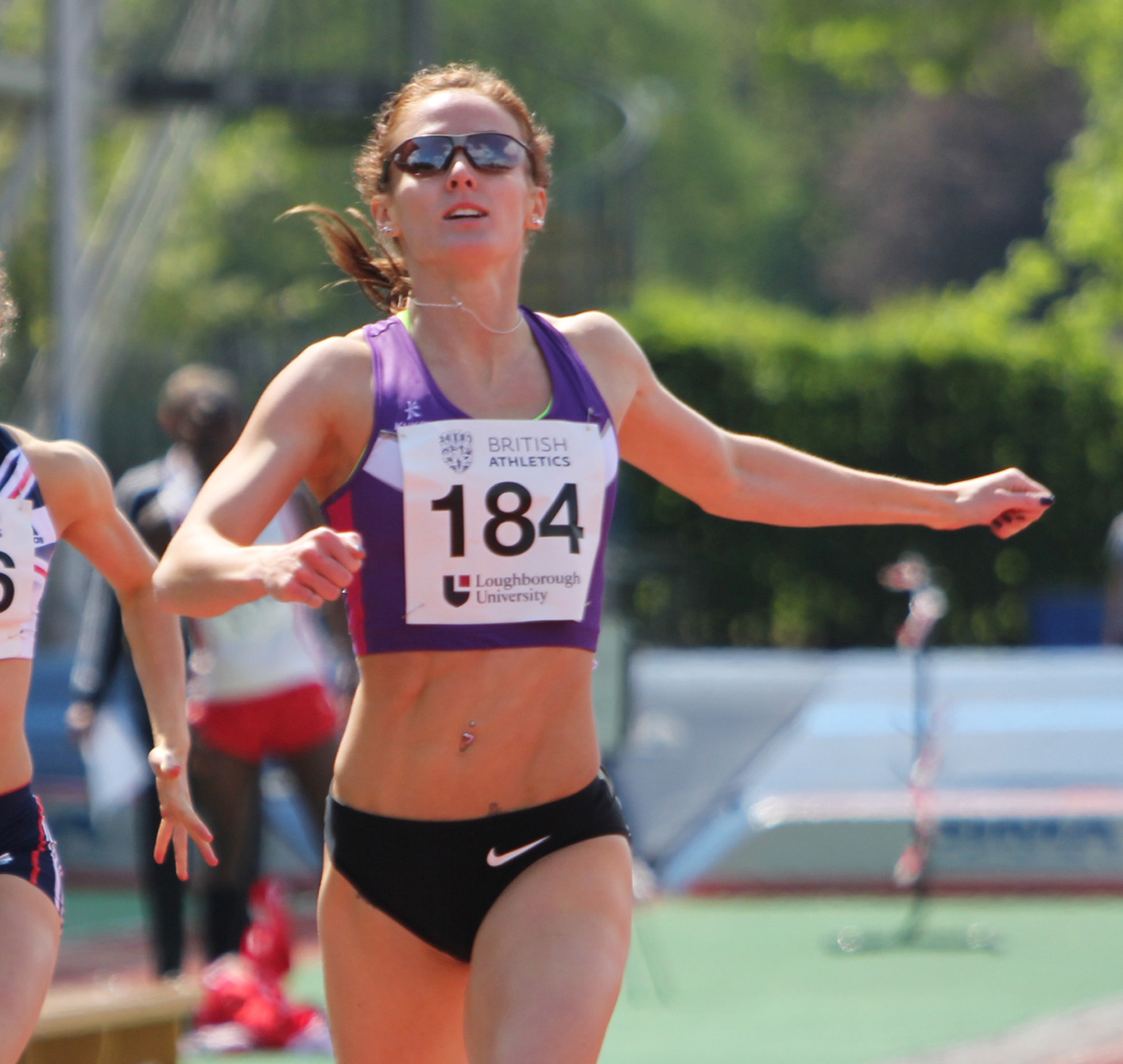
Meghan Beesley Rang acht in 56,89 s

### Lauf 2

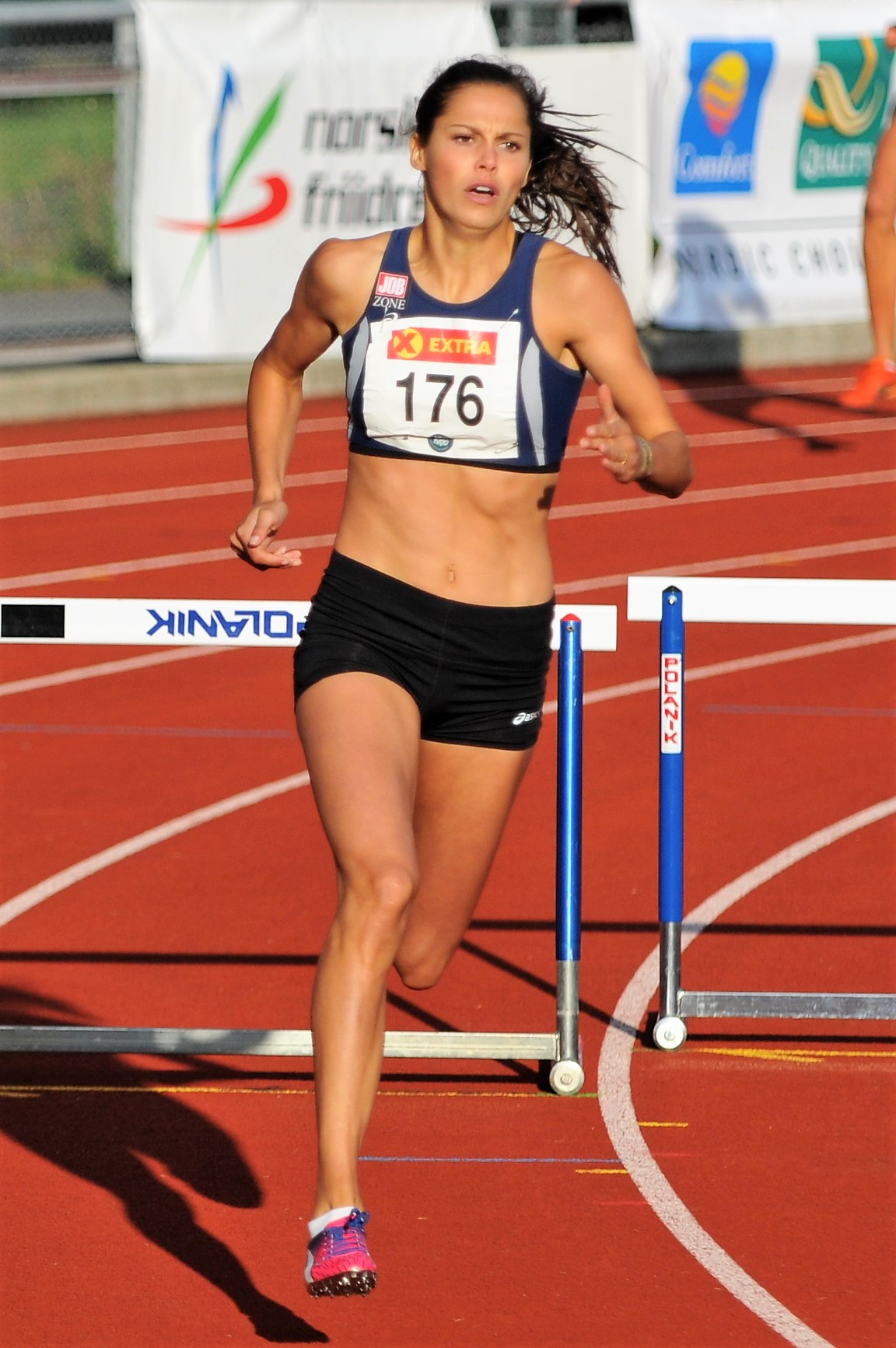
Amalie Iuel – nach norwegischem Landesrekord im Vorlauf mit 54,72 s nun ausgeschieden als Vierte in 55,03 s
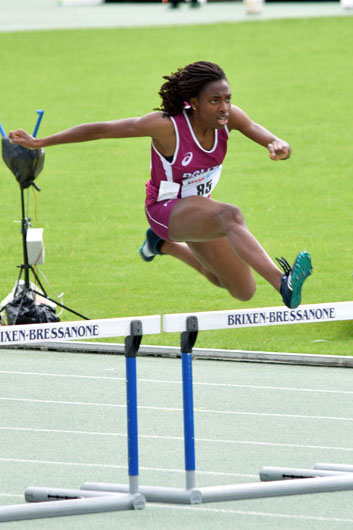
Ayomide Folorunso – ausgeschieden als Fünfe in 55,36 s
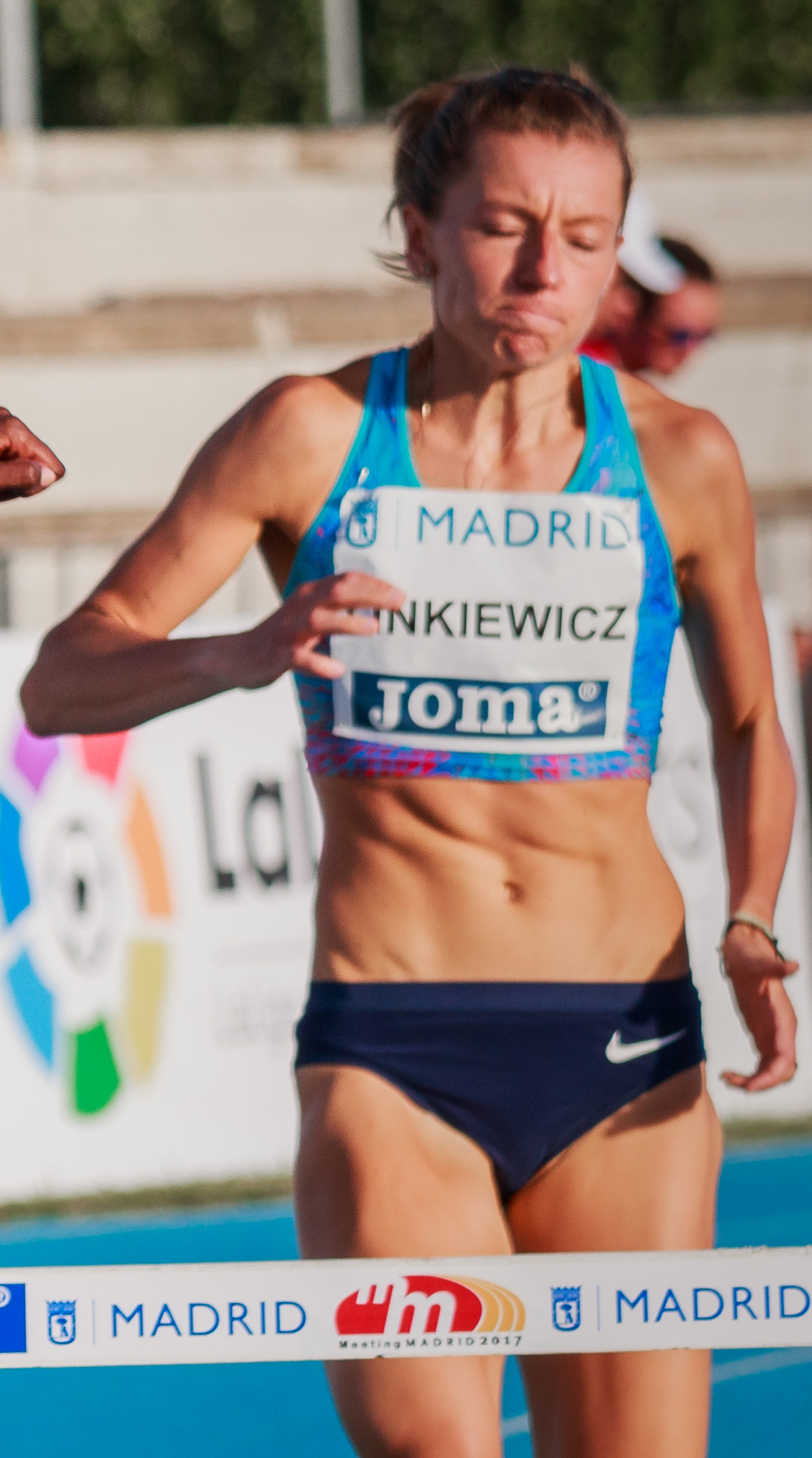
Joanna Linkiewicz – ausgeschieden als Sechste in 55,38 s

2. Oktober 2019, 21:15 Uhr Ortszeit (20:15 Uhr MESZ)
| Platz | Bahn | Athletin          | Land        | Zeit (s) |
| ----- | ---- | ----------------- | ----------- | -------- |
| 1     | 7    | Rushell Clayton   | Jamaika     | 54,17    |
| 2     | 5    | Zuzana Hejnová    | Tschechien  | 54,41    |
| 3     | 8    | Ashley Spencer    | USA         | 54,42    |
| 4     | 4    | Amalie Iuel       | Norwegen    | 55,03    |
| 5     | 6    | Ayomide Folorunso | Italien     | 55,36    |
| 6     | 9    | Joanna Linkiewicz | Polen       | 55,38 SB |
| 7     | 2    | Sarah Carli       | Australien  | 55,43 PB |
| 8     | 3    | Carolina Krafzik  | Deutschland | 56,41    |

### Lauf 3

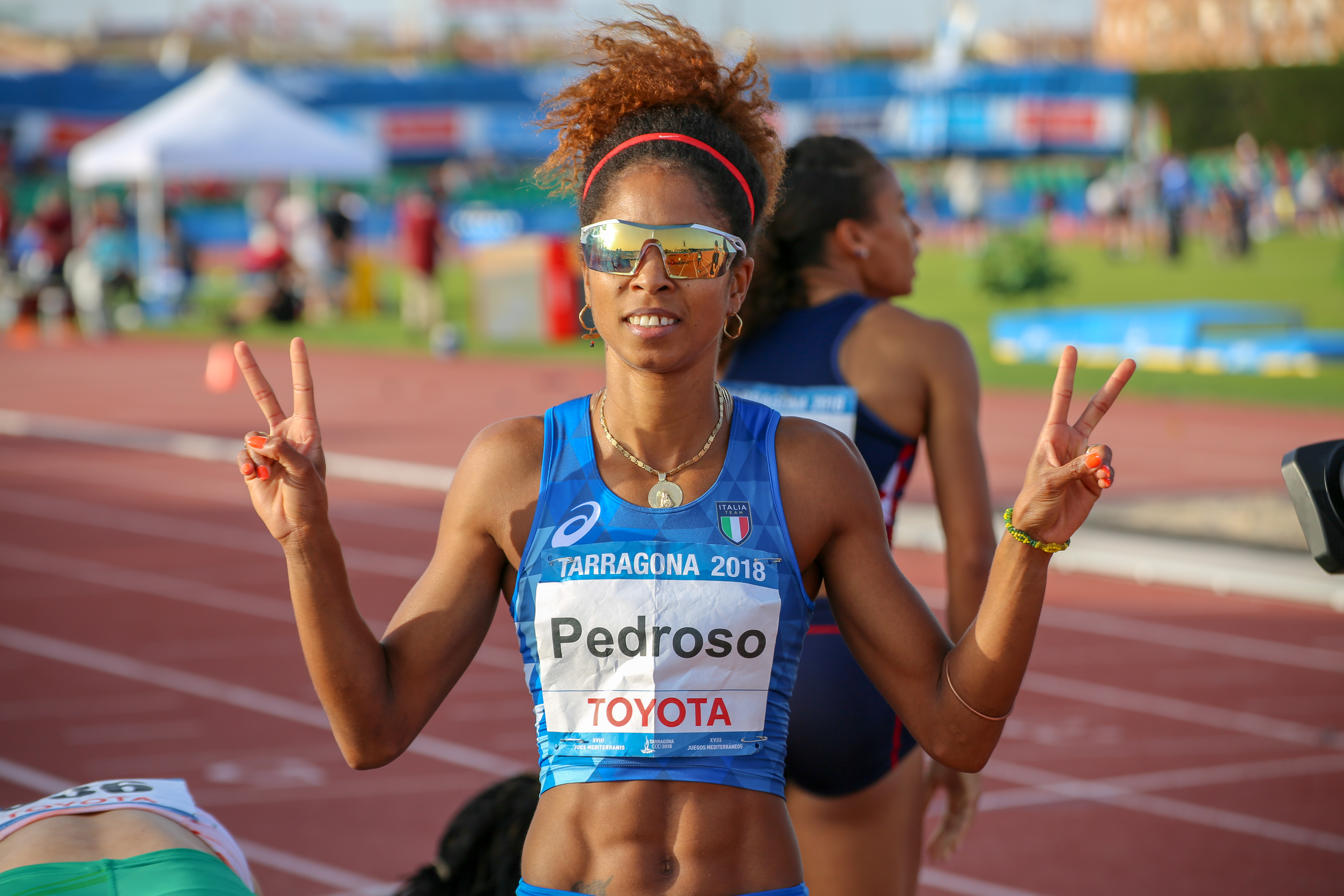
Yadisleidy Pedroso – ausgeschieden als Vierte in 55,40 s
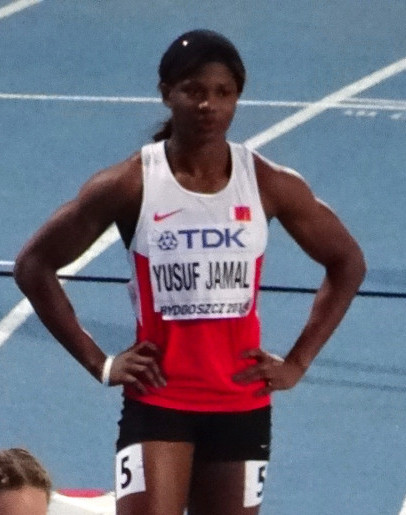
Aminat Jamal – ausgeschieden als Fünfte in 55,54 s
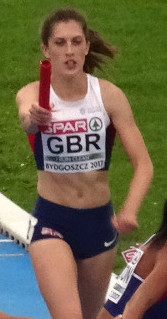
Jessica Turner – ausgeschieden als Siebte in 55,87 s

2. Oktober 2019, 21:25 Uhr Ortszeit (20:25 Uhr MESZ)
| Platz | Bahn | Athletin           | Land           | Zeit (s) |
| ----- | ---- | ------------------ | -------------- | -------- |
| 1     | 5    | Sydney McLaughlin  | USA            | 53,81    |
| 2     | 6    | Léa Sprunger       | Schweiz        | 54,52 SB |
| 3     | 7    | Shiann Salmon      | Jamaika        | 55,16 PB |
| 4     | 8    | Yadisleidy Pedroso | Italien        | 55,40 SB |
| 5     | 4    | Aminat Jamal       | Bahrain        | 55,54    |
| 6     | 2    | Gianna Woodruff    | Panama         | 55,61 SB |
| 7     | 9    | Jessica Turner     | Großbritannien | 55,87    |
| 8     | 3    | Lauren Boden       | Australien     | 55,94    |

## Finale

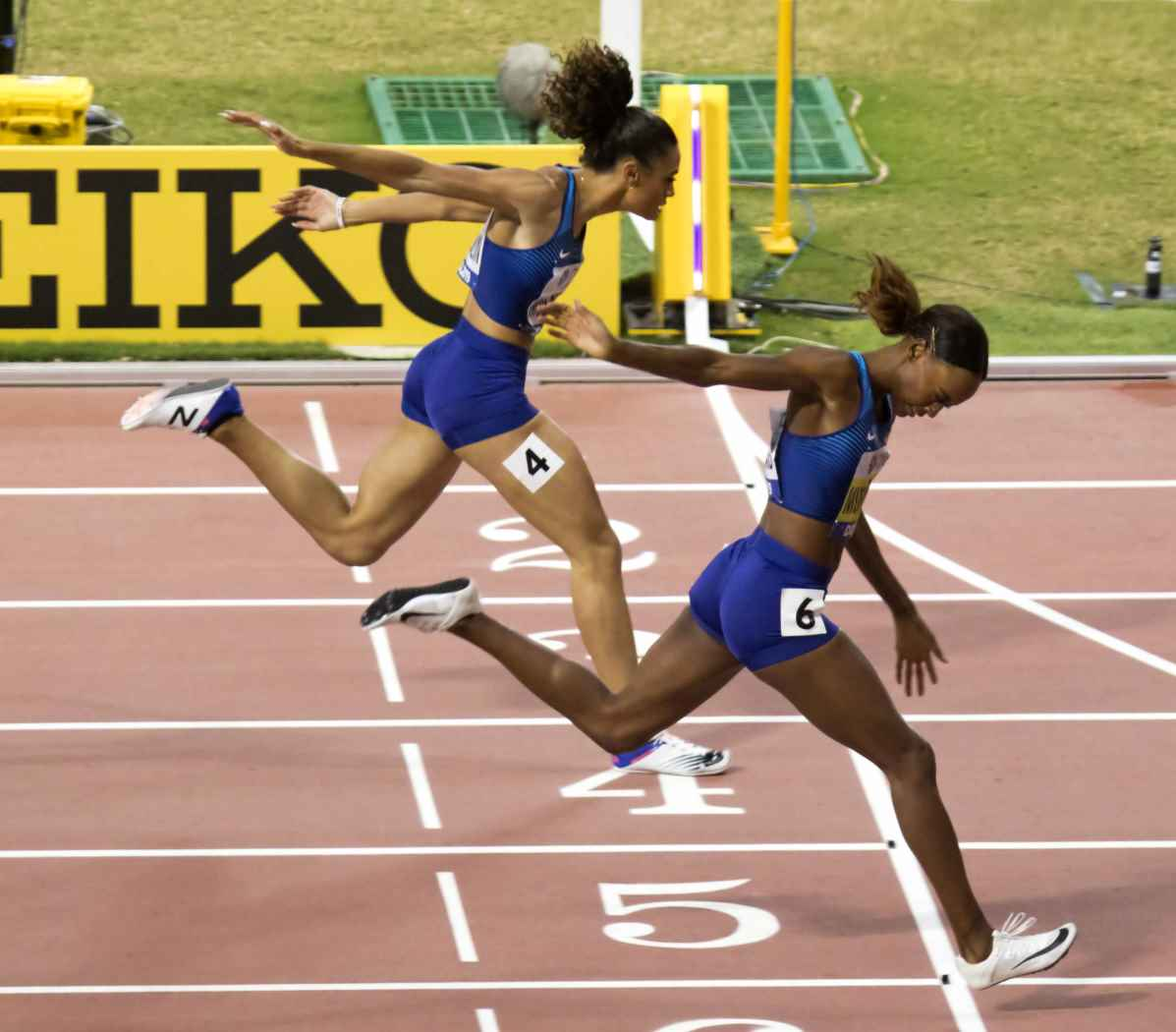
Zieleinlauf: Dalilah Muhammad vor Sydney McLaughlin

4. Oktober 2019, 21:30 Uhr Ortszeit (20:30 Uhr MESZ)
| Platz | Bahn | Athletin          | Land       | Offizielle Zeit (s) | Tausendstelsek. (inoffiziell) |
| ----- | ---- | ----------------- | ---------- | ------------------- | ----------------------------- |
|       | 6    | Dalilah Muhammad  | USA        | 52,16 WR            |                               |
|       | 4    | Sydney McLaughlin | USA        | 52,23 PB            |                               |
|       | 5    | Rushell Clayton   | Jamaika    | 53,74 PB            |                               |
| 4     | 9    | Léa Sprunger      | Schweiz    | 54,06 NR            |                               |
| 5     | 8    | Zuzana Hejnová    | Tschechien | 54,23               |                               |
| 6     | 2    | Ashley Spencer    | USA        | 54,45               | 54,444                        |
| 7     | 3    | Hanna Ryschykowa  | Ukraine    | 54,45               | 54,445                        |
| 8     | 7    | Sage Watson       | Kanada     | 54,82               |                               |

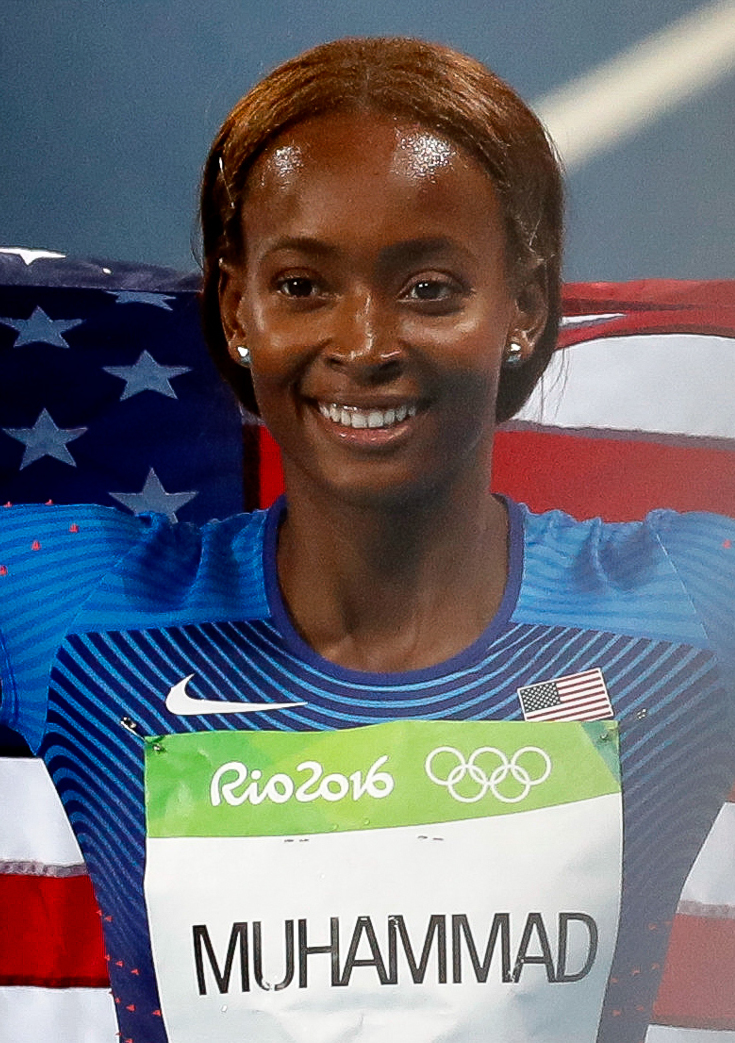
Weltmeisterin Dalilah Muhammad
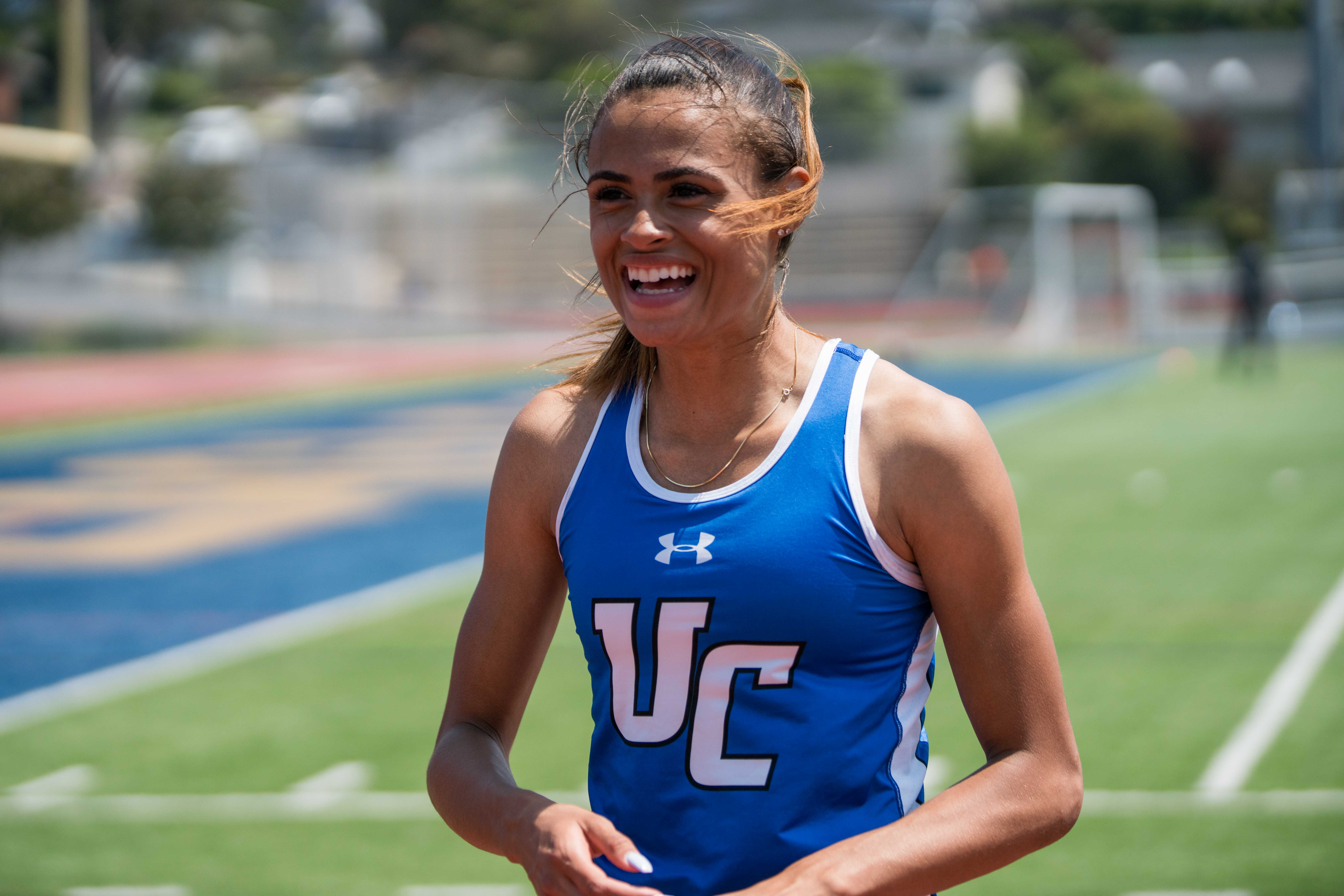
Vizeweltmeisterin Sydney McLaughlin
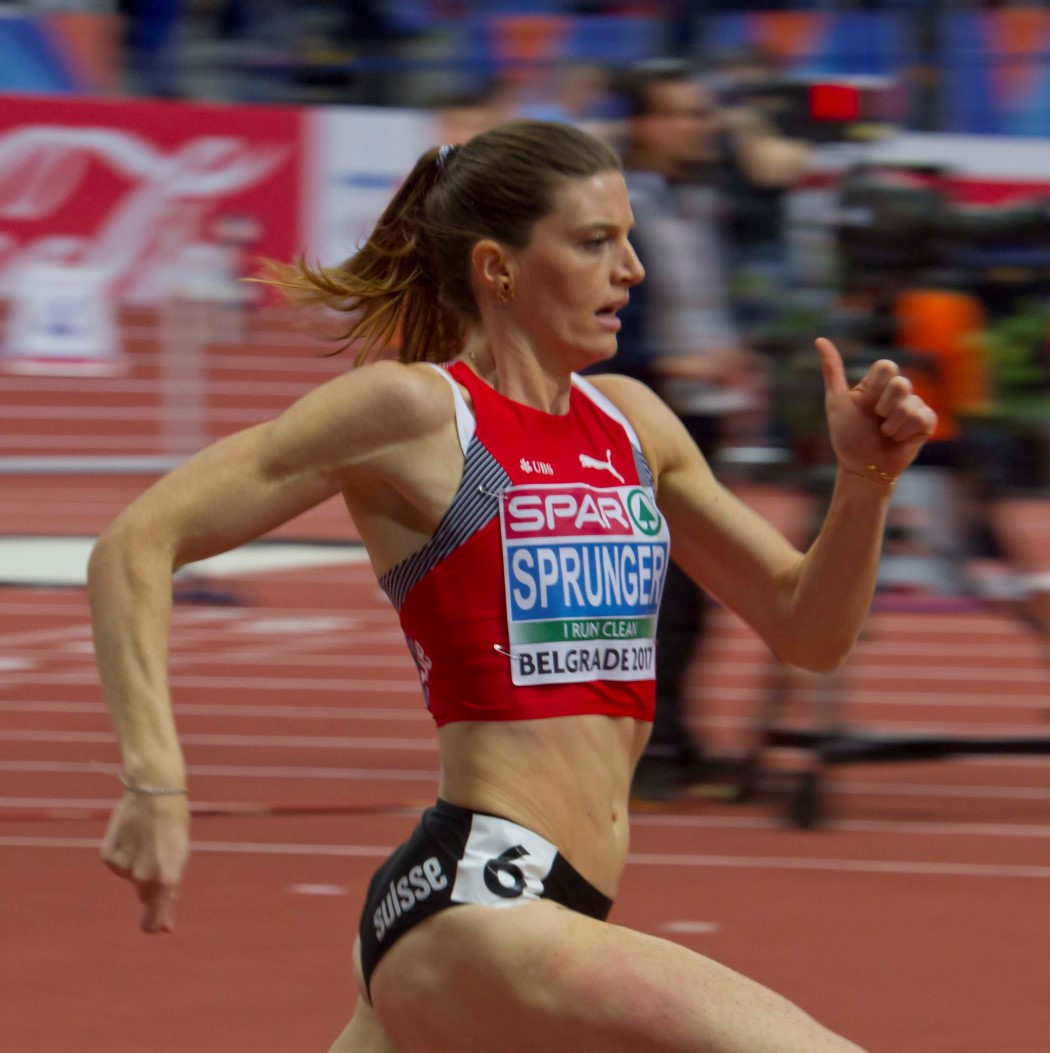
Rang vier für Léa Sprunger
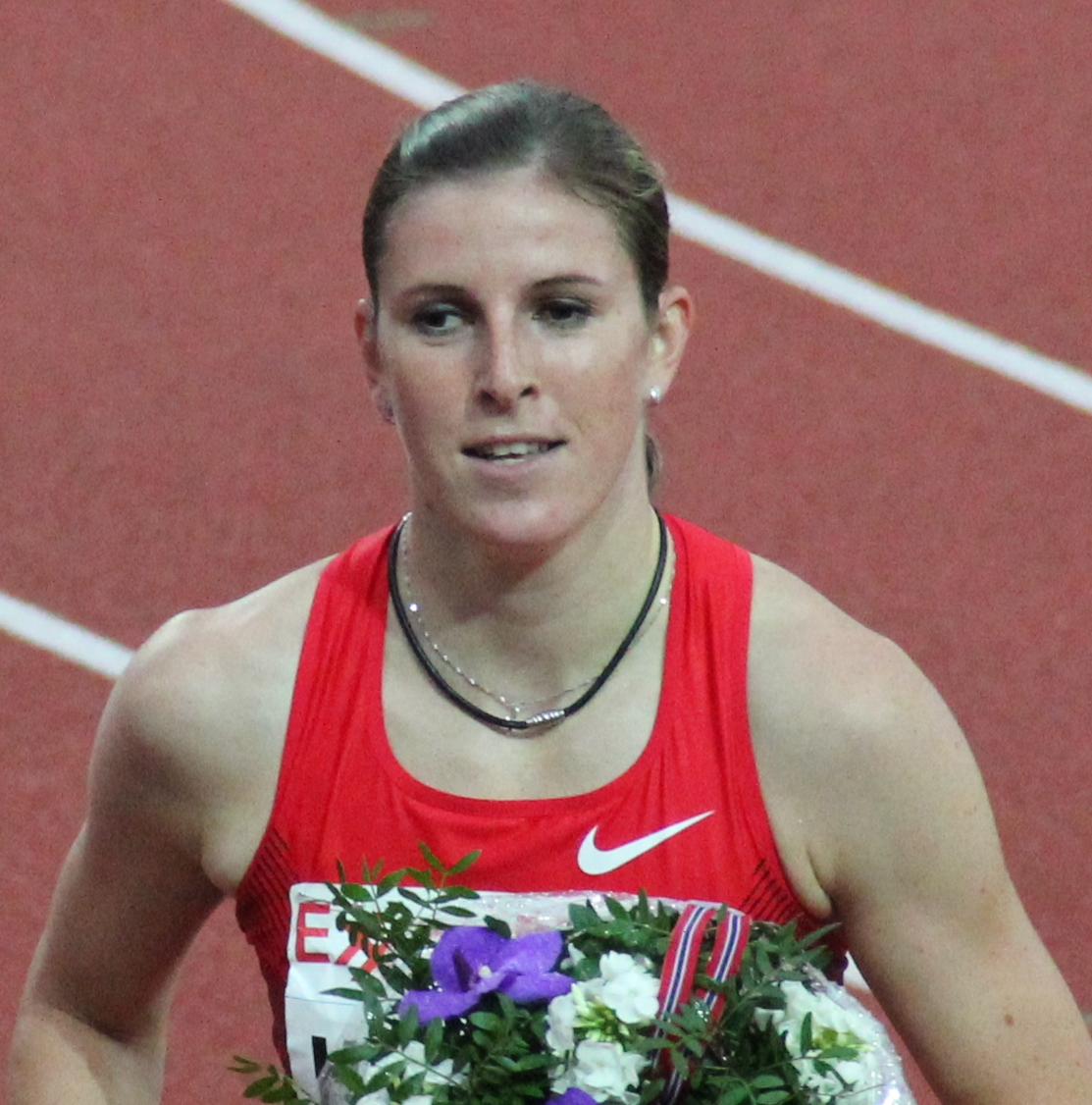
Die zweifache Weltmeisterin (2013 2015) Zuzana Hejnová belegte Rang fünf
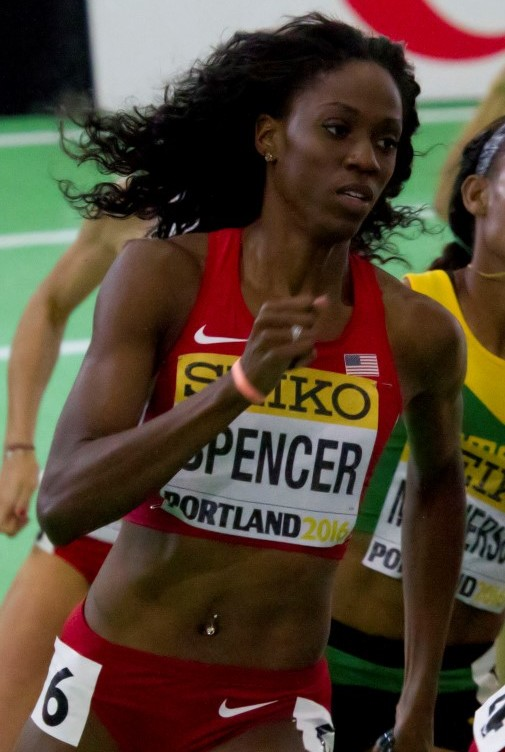
Die sechstplatzierte Ashley Spencer
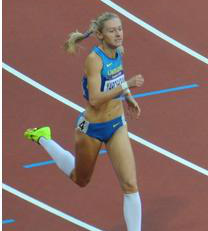
Hanna Ryschykowa, frühere Hanna Jaroschtschuk, kam auf den siebten Platz
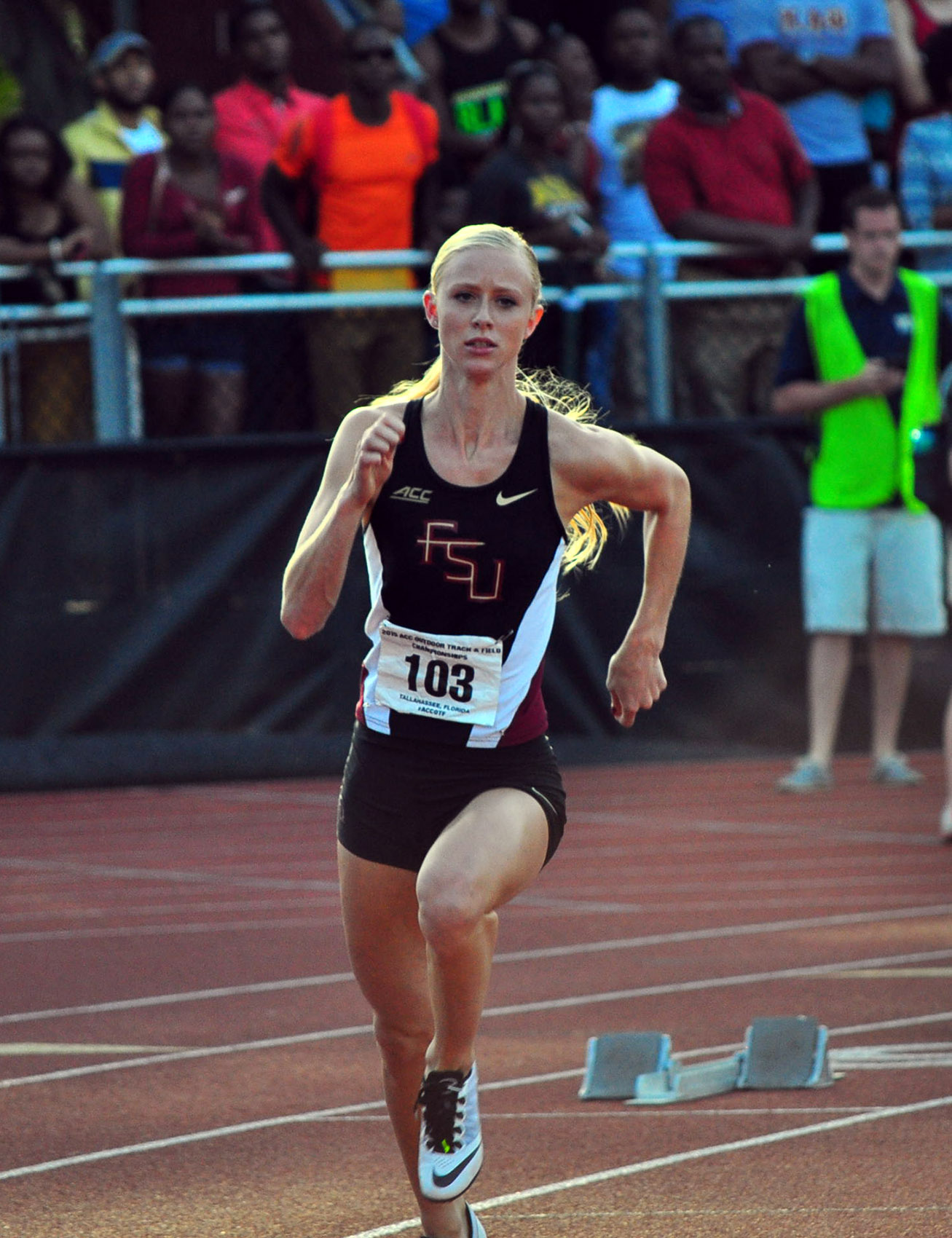
Sage Watson erreichte Platz acht

## Videolinks
- Women's 400m Hurdles Final - World Record | World Athletics Championships Doha 2019, youtube.com, abgerufen am 23. März 2021
- Women's 400m Hurdles Semi-Finals | World Athletics Championships Doha 2019, youtube.com, abgerufen am 23. März 2021